# Gökçe (Beytüşşebap)
Gökçe (kurdisch: Ewrek) ist ein kurdisches Dorf im Landkreis Beytüşşebap der türkischen Provinz Şırnak. Gökçe liegt in Südostanatolien auf 2.000 m über dem Meeresspiegel, ca. 18 km nordöstlich von Beytüşşebap.
Das Dorf hatte im Jahr 1990 insgesamt 475 Einwohner. Frühere Namen waren Gelyemamhuran und Evrek. Gelyemamhuran ist kurdischen Ursprungs und bedeutet Pass des Eşiret der Mamurhan. Der Name Evrek ist armenischer Herkunft und bedeutet „Ruine“.